# ميخائيل روزين
ميخائيل روزين (بالإنجليزية: Michael Rosen)‏ هو رياضياتي أمريكي، ولد في 7 مارس 1938 في بروكلين في الولايات المتحدة.